# اكتشاف وتطوير الغليفلوزينات
الغليفلوزينات هي إحدى فئات الأدوية المستخدمة في علاج مرض السكري من النوع الثاني (تي2دي). وتعمل عن طريق تثبيط الناقل المشارك صوديوم / غلوكوز2 (إس جي إل تي-2)، وبالتالي تسمى أيضًا مثبطات إس جي إل تي-2. تعتمد فعالية الدواء على الإطراح الكلوي ويمنع الغلوكوز من الدخول إلى الدوران الدموي عن طريق تحريض البيلة السكرية. آلية عمله غير مرتبطة بالأنسولين.
حصلت ثلاث أدوية على موافقة إدارة الغذاء والدواء (إف دي إيه) في الولايات المتحدة؛ وهي الداباغليفلوزين، والكاناغليفلوزين والأمباغليفلوزين. كان الكاناغليفلوزين أول مثبط إس جي إل تي-2 وافقت عليه إدارة الغذاء والدواء الأمريكية، وتم قبوله في مارس عام 2013. تم قبول الداباغليفلوزين والأمباغليفلوزين في عام 2014.

## مقدمة

### دور الكلى في توازن الغلوكوز
هناك أكثر من أربعة افراد من عائلة جينات إس إل سي-5، تعمل كناقلات ثانوية للغلوكوز. إن النواقل البروتينة للغلوكوز والصوديوم إس جي إل تي-1 (SGLT-1)و إس جي إل تي-2 (SGLT-2) هما العنصران الرئيسيان في العائلة. عُثر على هذين العنصرين في الكلى، من بين نواقل أخرى، وهما الناقلان المشاركان الرئيسيان هناك، المرتبطان بسكر الدم. يلعب الناقلان دورًا في إعادة الامتصاص الكلوي للغلوكوز وامتصاص الغلوكوز في الأمعاء.
يُرشّح غلوكوز الدم بحرية بواسطة الكبيبات ويقوم الناقلان إس جي إل تي-1 و إس جي إل تي-2 بإعادة امتصاص الغلوكوز في الكلى وإعادته إلى الخلايا الجائلة في الدوران الدموي. يعتبر الناقل إس جي إل تي-2مسؤول عن 90٪ من عملية إعادة الامتصاص والناقل إس جي إل تي-1 مسؤول عن الـ 10٪ الأخرى.

### البروتين إس جي إل تي-2
ترتبط بروتينات النواقل المشاركة للصوديوم/غلوكوز (إس جي إل تي)، بغشاء الخلية ولها دور في نقل الغلوكوز عبر غشاء الخلايا إلى داخلها، بشكل معاكس لتدرج تركيز الغلوكوز. يتم ذلك نتيجةً لتدرج تركيز الصوديوم، الناتج عن مضخات صوديوم / بوتاسيوم التي تعمل بواسطة إنزيم الأدوسين ثلاثي الفوسفات، لذا في نفس الوقت الذي يُنقل فيه الغلوكوز إلى داخل الخلايا، يتنقل الصوديوم برفقته أيضًا. نظرًا لأن الانتقال يحدث بعكس تدرج التركيز، فإنه يتطلب طاقة للعمل. تقوم بروتينات إس جي إل تي بإعادة امتصاص الغلوكوز من مرحلة الترشيح الفائق، بشكل مستقل عن الأنسولين.
إس جي إل تي-2 أحد أعضاء عائلة نواقل الغلوكوز، وهو ناقل غلوكوز ذو ألفة منخفضة، وطاقة عالية. يُعبّر عن الناقل إس جي إل تي-2 بشكل رئيسي في القسمين إس-1 و إس-2 من الأنابيب الكلوية الدانية، وهو القسم الذي يتم فيه إعادة امتصاص غالبية الغلوكوز المرتشح. للناقل إس جي إل تي-2 دور في تنظيم الغلوكوز وهو المسؤول عن القسم الأكبر من عملية إعادة امتصاص الغلوكوز في الكلى.
في داء السكري، يزداد تركيز الغلوكوز خارج الخلوي ويؤدي هذا المستوى المرتفع من الغلوكوز إلى زيادة استجابة نواقل إس جي إل تي-2، ما يؤدي بدوره إلى زيادة امتصاص الغلوكوز في الكلى. تسبب هذه الآثار ابقاء سكر الدم مرتفعًا. ونظرًا لأن الصوديوم يُمتص عند امتصاص الغلوكوزعبر نواقل إس جي إل تي-2، فمن المحتمل أن تؤدي زيادة استجابة هذه النواقل إلى التسبب بحدوث ارتفاع في ضغط الدم أو بقائه مرتفعًا. في أحد الدراسات التي أُعطيت فيها الفئران راميبريل أو لوسارتان، انخفضت مستويات بروتين إس جي إل تي-2 و الرنا مرسال بشكل كبير. يعد ارتفاع ضغط الدم مشكلة شائعة في داء السكري، لذا قد يكون لهذا الأمر صلة بهذا المرض.
الأدوية التي تثبط النواقل المشاركة 2 للصوديوم / غلوكوز، تمنع إعادة امتصاص الغلوكوز في الكلى ما يؤدي إلى زيادة طرح الغلوكوز في البول وانخفاض مستواه في الدم. و تعمل هذه الأدوية بشكل مستقل عن الأنسولين ويمكنها أن تخفض مستويات الغلوكوز دون التسبب في نقص السكر في الدم أو زيادة الوزن.

## الاكتشاف
كان الأطباء في العصور الوسطى يتذوقون البول بشكل روتيني ويكتبون مقالاتٍ حول ملاحظاتهم. يبدو أن الطبيب الذي اعتقد في الأصل أن مرض السكري هو اضطراب كلوي بسبب وجود الغلوكوز في البول أصبح طي النسيان. بمجرد اكتشاف الأنسولين، كان البنكرياس هو الهدف بالنسبة لتدبير داء السكري. كانت الأهداف التقليدية للاستراتيجيات العلاجية لداء السكري، هي تعزيز إفراز الأنسولين داخلي المنشأ وتحسين الحساسية للأنسولين. في العقد الماضي اختُبر دور الكلى في نشوء مستويات مرتفعة من الغلوكوز والحفاظ عليها مرتفعةً. نتج عن دور الكلى، تطوير أدوية تثبط البروتين الناقل للصوديوم /غلوكوز2. لدى البالغين الأصحاء، يرتشح حوالي 180 غرامًا من الغلوكوز يوميًا، من خلال الكبيبات ويُفقد في البول الأساسي، ولكن يُعاد امتصاص أكثر من 90٪ من الغلوكوز الذي ارتُشح بدايةً بواسطة نظام عالي القدرة يتحكم فيه الإس جي إل تي-2 في مطلع الجزء الملفف من الأنابيب الكلوية القريبة. يُعاد امتصاص كامل الغلوكوز المرتشح المتبقي تقريبًا بواسطة ناقل الصوديوم / غلوكوز 1، بالتالي في الحالات الطبيعية، يُعاد امتصاص كامل الغلوكوز المرتشح تقريبًا ويصل أقل من 100 ملغ من الغلوكوز إلى البول لدى الأفراد غير المصابين بالسكري.

### الفلوريزن
الفلورزن مركب معروف منذ أكثر من قرن. وهو عبارة عن غلوكوزيد نباتي يُنتج في الطبيعة يُسبب بيلة سكرية كلوية ويمنع امتصاص الغلوكوز في الأمعاء من خلال تثبيط  النواقل البروتينية للصوديوم / غلوكوز الموجودة في النبيبات الكلوية القريبة والغشاء المخاطي للأمعاء الدقيقة. عُزل الفلوريزن لأول مرة في عام 1835 وتبيّن لاحقًا أنه مثبط قوي ولكنه غير انتقائي لبروتينات كل من إس جي إل تي-1و إس جي إل تي-2.
يبدو أن للفلوريزن خصائص مثيرة للاهتمام للغاية وكانت نتائجه في الدراسات التي أجريت على الحيوانات مشجّعة، فقد حسن من الحساسية للأنسولين وقد بدا أنه يزيد من مستويات الغلوكوز في البول لدى فئران التجارب المصابة بالسكري، وكذلك جعل تركيز الغلوكوز في البلازما لديها في مستواه الطبيعي بدون أن يحصل نقص سكر الدم. لسوء الحظ، وعلى الرغم من هذه الخصائص، لم يكن الفلوريزن مناسبًا بدرجة كافية لتطويره عند مرحلة التجارب السريرية نظرًا لعدة أسباب. فإن الفلوريزن يمتلك توافر حيوي ضعيف للغاية عند إعطائه عن طريق الفم لأنه يتفكك في الجهاز الهضمي، لذا يجب إعطاؤه عن طريق الحقن. الفلوريتن، هوالمستقلب الفعال للفلوريزن، هو مثبط قوي لناقلات الغلوكوز التيسيرية ويبدو أن الفلوريزن يسبب آثار ضارة خطيرة في الجهاز الهضمي مثل الإسهال والتجفاف. نتيجةُ لهذه الأسباب، لم يُتابع استخدام الفلوريزن لدى البشر أبدًا.
على الرغم أن الفلوريزن لم يكن مناسبًا للمضي قدمًا في التجارب السريرية، إلا أنه لعب دورًا مهمًا في تطوير مثبطات.إس جي إل تي-2. فقد استُخدم كأساس لمعرفة مثبطات إس جي إل تي التي تملك بروفايلات محسنّة بخصوص أمان الاستخدام والتحمل. على سبيل المثال، لا ترتبط مثبطات إس جي إل تي بآثار ضارة هضمية وتوافرها الحيوي أفضل بكثير.
يؤدي تثبيط نواقل إس جي إل تي-2 إلى تحسين ضبط مستوى الغلوكوز، وانخفاض مستوى الأنسولين، وانخفاض ضغط الدم ومستويات حمض البول، وزيادة صرف السعرات الحرارية. تدعم بعض البيانات الفرضية القائلة بأنه قد يكون لتثبيط نواقل إس جي إل تي-2 تأثيرات حماية كلوية مباشرة. يتضمن ذلك تأثيرات تخفيف من تضخم الخلايا النبيبية، والترشيح الزائد المرتبط بمرض السكري، وتقليل السمية النبيبية التي يسببها لغلوكوز. يقلل تثبيط سي جي إل تي-2 التالي للعلاج بالداباغليفلوزين من القدرة على إعادة امتصاص الغلوكوز النبيبي بحوالي 30-50٪.